# Ein ganz verrückter Sommer
Ein ganz verrückter Sommer ist eine US-amerikanische Filmkomödie aus dem Jahr 1986 mit John Cusack und Demi Moore in den Hauptrollen.

## Handlung
Der High-School-Absolvent Hoops McCann hat sein Basketballstipendium nicht erhalten, weil er viel lieber Zeichnen an der Rhode Island School of Design studieren möchte. Doch um sich dort zu bewerben, soll er einen Comic über die Liebe anfertigen. Dummerweise war Hoops noch nie verliebt. Und weil er eher den Kopf damit voll hat, dass er seine Eltern enttäuschen könnte, schafft er es auch nicht, den Comic fertigzustellen. Da hilft ihm George, der ihn nach Nantucket, einer Insel im US-Bundesstaat Massachusetts, zu seiner Familie über den Sommer einlädt, um den Kopf etwas frei zu bekommen.
Bereits auf dem Weg zur Fähre treffen sie die junge Sängerin und Kellnerin Cassandra, die von einer Bikergang verfolgt wird und ihr gestohlenes Geld zurückhaben will. Hoops und George helfen der jungen Dame und verlieren leider dabei das Geld. Dieses Geld ist wichtig, damit sie ihrem Großvater helfen kann, die Hypothek auf dessen Land abzubezahlen. Als dieser dann stirbt, verschlimmert sich die Situation für sie. Sie ist zwar Erbin seines Besitzes, aber sie ist mittellos und weiß nicht, wie sie die 3000 US-Dollar binnen einer Woche auftreiben soll. Schafft sie es nicht, verliert sie sowohl ihr Heim als auch das Land. Die Bank hat bereits einen Interessenten für das Anwesen; den reichen Erben Aquilla Beckersted, der das Land in eine Wohnsiedlung inklusive Nobelrestaurant verwandeln will.
Dessen Sohn Teddy Beckersted ist nicht nur ein unausstehlicher Typ mit einem Ferrari, sondern drangsaliert auch noch Hoops, George und dessen Freunde. Und er findet immer einen Grund, die Jungs zu schlagen. Unglücklicherweise verguckt sich Teddys hübsche blonde Freundin Cookie auch noch in Hoops, der allerdings nur Augen für Cassidy hat. Er imponiert ihr, indem er ihr erzählt, was für ein großer Basketballspieler er doch sei, der viel lieber zeichnen will. Auch Cassidy kommt Hoops näher, doch hat sie momentan noch andere Sorgen, schließlich muss sie die 3000 Dollar auftreiben. Und hier mischt sich Cookie ein und entführt Hoops regelrecht ins Autokino, wo sie mit ihm anbandelt. Teddys Freunde bemerken dies und benachrichtigen ihn, so dass er sich auf den Weg macht, Hoops zu verprügeln. Dies kann allerdings Cassidy verhindern, die gerade von einem Musikauftritt kommt und anbietet, dass Teddy und Hoops sich bei einem Basketballduell messen sollen. Dummerweise hat Hoops gelogen und ist erbärmlich schlecht im Basketball, wodurch er das Duell verliert. Und kurz bevor Teddy dann Hoops verprügelt, sprüht Cassidy etwas Tränengas in dessen Augen, wodurch sie, Hoops und dessen Freunde fliehen können.
Enttäuscht von Hoops Lüge ist Cassidy wütend und will ihn erstmal nicht sehen, da sie mit Hilfe ihrer Musikauftritte das Geld verdienen muss. Als Hoops die schlechten Flyer entdeckt, hat er eine Idee und zeichnet neben einem Cartoon-Werbeclip auch noch bessere Flyer, wodurch immer mehr Menschen auf Cassidys Konzert aufmerksam werden und dieses anschließend auch besuchen. Cassidy erhält dadurch das benötigte Geld und will es bei der Bank einreichen, doch diese teilt ihr mit, dass Beckersted bereits die Hypothek übernahm und selbst rechtmäßiger Besitzer ist.
Die Freunde sind entsetzt und sind kurz davor aufzugeben, bis Ack Ack eine Idee hat. Jedes Jahr muss Teddy Beckersted bei der Segelregatta teilnehmen und gewinnen, damit sein Erbe nicht verfällt. Kann er es nicht gewinnen, verlieren nicht nur er, sondern auch sein Vater das Geld, wodurch die Hypothek hinfällig wird und Cassidy ihr Heim behalten kann. Das Problem ist nur, dass eine Segelyacht fehlt. Zwar kann schnell ein sanierungsbedürftiges Boot aufgetrieben werden, doch es muss repariert und umgebaut werden. Nachdem dies gelingt, nehmen die Freunde am Rennen teil und schaffen es auch mitzuhalten. Als dann der Segelteil zu Ende ist und der Motor die Rückfahrt meistern soll, haben die Freunde eine besondere Überraschung parat. Sie haben sich Teddys Ferrari genommen und ihn in das Boot eingebaut, so dass sie sich nicht nur an Teddy rächen, sondern auch die Regatta gewinnen.
Großvater Beckersted enterbt anschließend seinen Sohn und seinen Enkel und erlässt auch noch die Hypothek. Auch Hoops hat endlich gewonnen. Er hat sich zum ersten Mal verliebt, in Cassidy.

## Synchronisation
| Rolle               | Darsteller        | Deutscher Sprecher    |
| ------------------- | ----------------- | --------------------- |
| Hoops McCann        | John Cusack       | Pascal Breuer         |
| Cassandra Eldrich   | Demi Moore        | Antonia Haacke        |
| Ack Ack Raymond     | Curtis Armstrong  | Matthias von Stegmann |
| Taylor              | Taylor Negron     | Matthias von Stegmann |
| Old Man Beckersted  | William Hickey    | Werner Abrolat        |
| General Raymond     | Joe Flaherty      | Gudo Hoegel           |
| Aquilla Beckersted  | Mark Metcalf      |                       |
| Stan                | John Matuszak     |                       |
| Cookie Campbell     | Kimberly Foster   | Simone Brahmann       |
| George Calamari     | Joel Murray       | Jan Odle              |
| Teddy Beckersted    | Matt Mulhern      |                       |
| Radio Contest DJ    | Rich Little       |                       |
| Squid Calamari      | Kristen Goelz     |                       |
| Egg Stork           | Bobcat Goldthwait | Christian Tramitz     |
| Clay Stork          | Tom Villard       | Udo Wachtveitl        |
| Chong Freen, Banker | Donald Li         | Arne Elsholtz         |
| Ty                  | Jeremy Piven      | Gerhard Acktun        |
| Biker #1            | Paul M. Lane      | Achim Geisler         |

## Kritik
Der Film erhielt eher gemischte Kritiken. So zählte die Internetseite Rotten Tomatoes von 15 gewertete Kritiken 9 positive, was einem Wert von 60 % entspricht. Auch von 13,820 Usern werteten 62 % den Film positiv. Auch beim Onlinefilmarchiv IMDb sieht die Wertung mit einer 6,0 von 10 möglichen Punkten, bei 5,821 Stimmen ähnlich aus. (Stand: 13. Mai 2011)
Nina Darnton von der New York Times attestierte dem Film zwar einige Lacher (although there are a few jokes at which you may find yourself smiling), kritisierte aber, dass der Film hirnlos zusammengeschrieben sei und sich nur auf die Pointen konzentriere. Außerdem ergänzte sie süffisant, dass der Film das ultimative Luxusspielzeug sei, denn er bedeute nichts. (This mindless romp written and directed by Savage Steve Holland […] is a string of set-up punch lines. It is the ultimate luxury for the kid who has everything – a film that means nothing.)
Pat Graham kritisierte im Chicago Reader, dass der Film zwar nicht wirklich schlecht sei (Not a bad film), es sich aber um eine gelegentlich schwachsinnige Teenie-Komödie handele (occasionally imbecilic teen comedy), die durch den unausrottbaren Hang zur Clownerie des Regisseurs ruiniert wird (marred by […] the director’s ineradicable penchant for infantile clowning). Allerdings gefielen ihm Hollands Zeichnungen, die ihn an den Cartoonisten Max Fleischer erinnerten. (What Holland does extremely well, though, is apply his animator’s skills to live-action logistics […] the animated sequences have some of the look and feel of 30s Fleischer)

„Bodenlos dummer Klamaukfilm mit schrillen Einfällen und viel Leerlauf; nur einige Zeichentrickteile, die die ‚Handlung‘ einleiten, sind amüsant.“

## Produktion

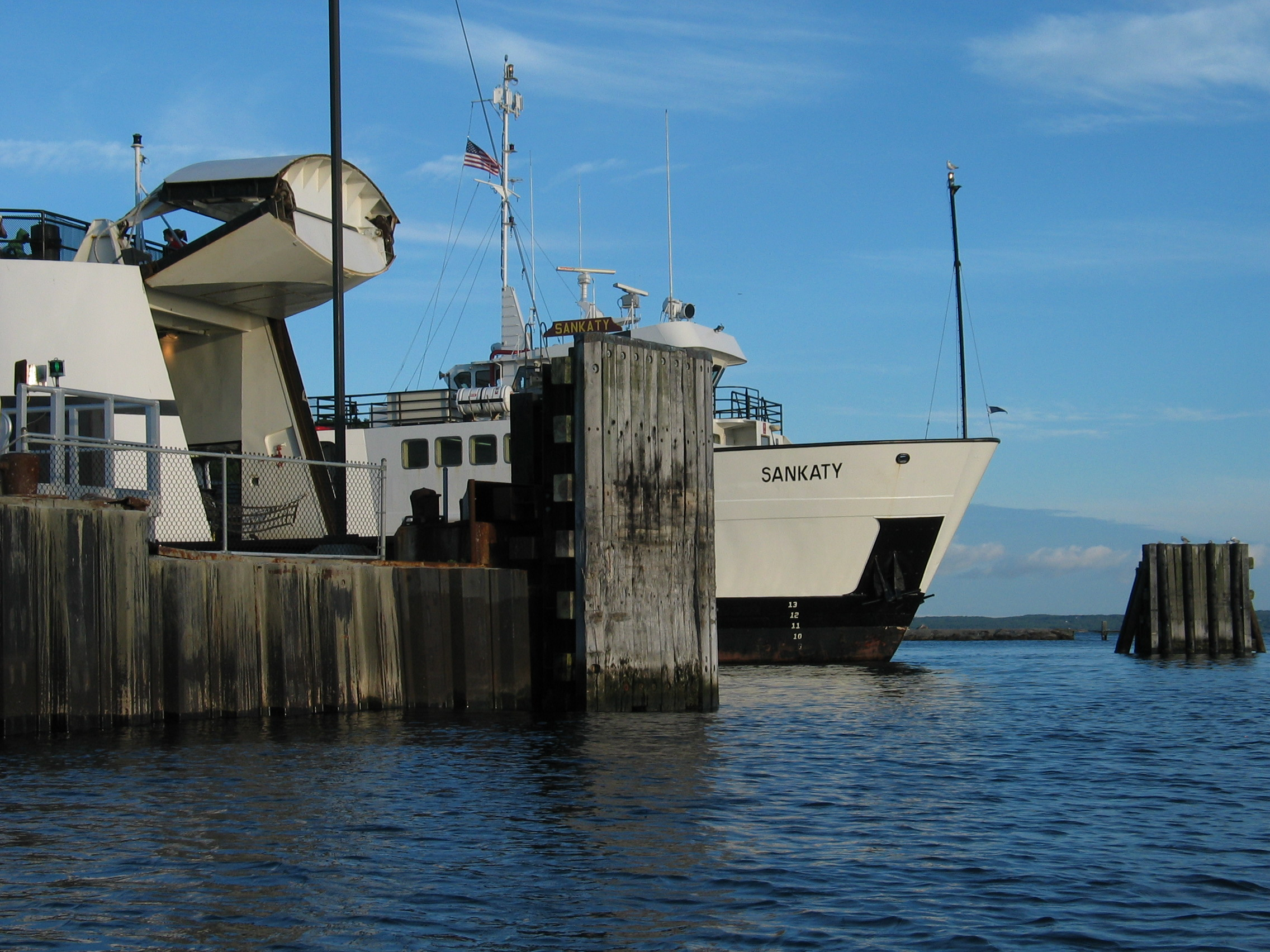
Drehort:The Woods Hole, Martha’s Vineyard and Nantucket Steamship Authority

- Sowohl die Schauspieler als auch die Mitglieder der Filmcrew waren nahezu identisch mit denen des Films Lanny dreht auf.
- Für Jeremy Piven war dies eine der ersten Rollen. Er und John Cusack waren Zimmergenossen, die sich beim Schauspielunterricht in Chicago kennengelernt hatten.[6]
- Einige Drehorte, darunter die Generic High School (real: Barnstable High School), die Generic Elemental (Hyannis West Elementary School) befinden sich in Cape Cod, Massachusetts. Die Szene mit der Fähre wurde an der The Woods Hole, Martha’s Vineyard and Nantucket Steamship Authority gedreht.[7]
- Hoops McCann wurde nach dem Protagonisten des Liedes Glamour Profession vom Album Gaucho der Jazz/Funk/Rock-Band Steely Dan benannt. In der ersten Strophe wird ein Basketballfan dieses Namens erwähnt, der sich im Fortschreiten des Liedes mit weitaus weniger reputablen Tätigkeiten befasst.
- Weil Savage Steve Holland über die Kritiken von Gene Siskel und Roger Ebert über seinen letzten Film Lanny dreht auf wütend war, zeichnete er zwei seiner Hasen mit deutlicher Ähnlichkeit zu den Kritikern. Beide wurden am Ende des Films in die Luft gesprengt.[6]
- Savange Steve Holland erhielt seinen Präfix Savage (dt. wild) während seiner High-School-Zeit auf Nantucket, als er und seine Freunde, blonde Jungs aus der gehobenen Mittelschicht, eine Spaßgang gründeten und sich selbst Savages nannten.[8]
- John Cusack hasste bereits den Vorgängerfilm Lanny dreht auf so sehr, dass es schwierig war, ihn für Ein ganz verrückter Sommer zu überzeugen. Holland versprach, dass er den Schauspielern viel Freiraum ließe, sodass sie ihre eigenen Ideen einbringen konnten. Als Holland den Film Lanny dreht auf kurz vor dem Dreh der kompletten Crew zeigte, soll Cusack bereits nach 20 Minuten gegangen sein. Er war so sauer auf Holland, dass er ihn anbrüllte und ihm nicht verzeihen konnte, dass er aus ihm einen Idioten gemacht hatte. Während der Dreharbeiten wurde Lanny dreht auf allerdings von der professionellen Kritik wohlwollend aufgenommen, sodass Bobcat Goldthwait eine dieser Kritiken nahm und sie Cusack an den Wohnwagen heftete. Allerdings änderte dies seine Meinung nicht wirklich, denn auch später nannte Cusack Holland lediglich Den Regisseur und gab an, dass der Regisseur unbedingt diese absurden Ideen umgesetzt haben wollte, was weniger seinem eigenen Naturell entspricht.[9]

## Veröffentlichung
Nachdem der Film seinen US-Kinostart am 8. August 1986 hatte, wurde er in Westdeutschland am 11. September 1987 direkt auf VHS veröffentlicht. Erst 2006 erschien der Film auf DVD und feierte seine Free-TV-Premiere am 3. Juni 2010 auf VOX.
Am Startwochenende wurden bei einem Gesamteinspielergebnis von 13,4 Mio. US-Dollar in 984 Kinos 3,433 Mio. US-Dollar eingespielt.